# 赤穂事件を題材とした作品
ここでは、赤穂事件を扱った演劇、文芸作品、映像作品その他のフィクション、および評論について説明する。

## 事件を題材とした作品

### 歌舞伎・人形浄瑠璃

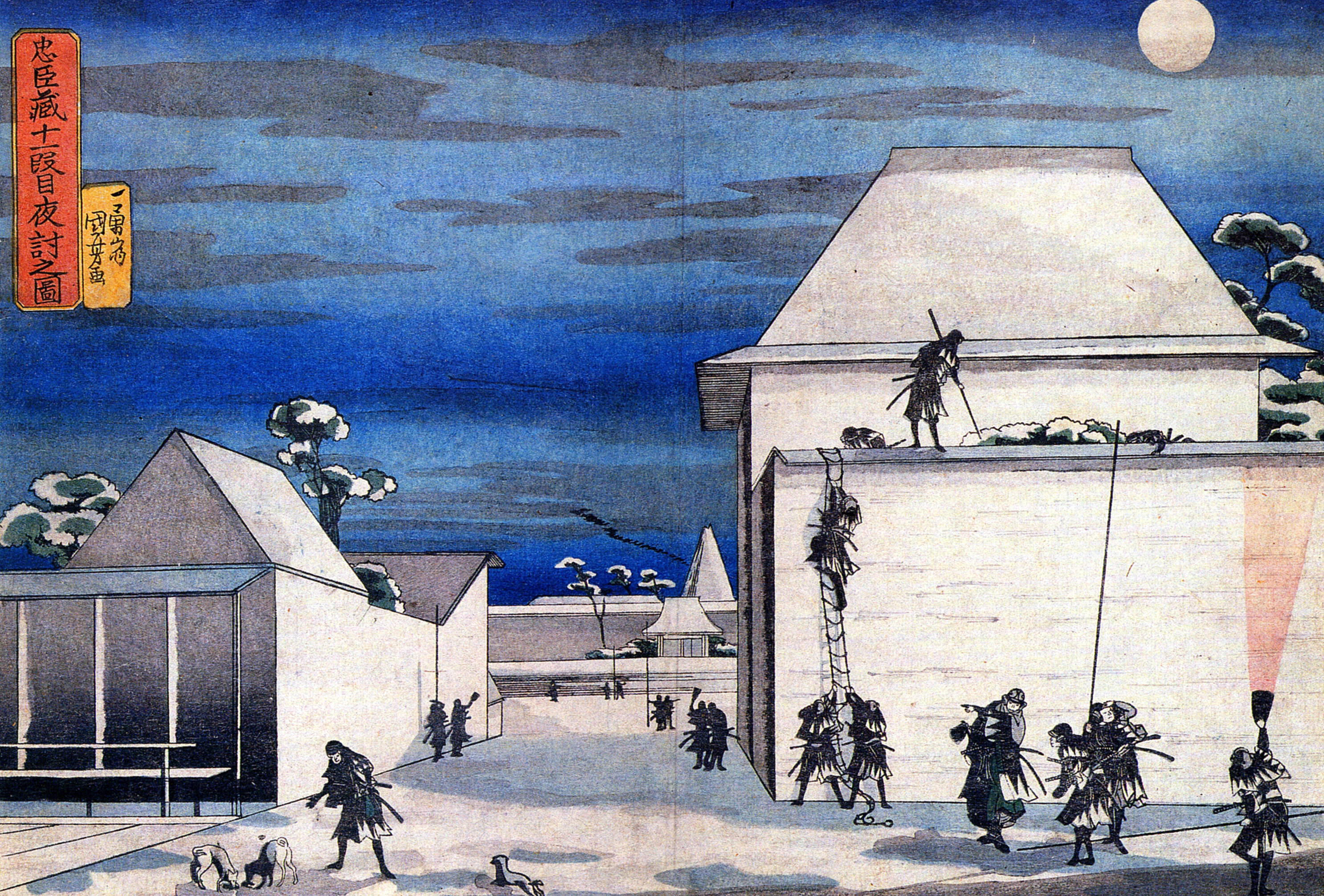
忠臣蔵十一段目夜討之図。（江戸後期 歌川国芳）この絵は大衆に不評で続編が打ち切りになった

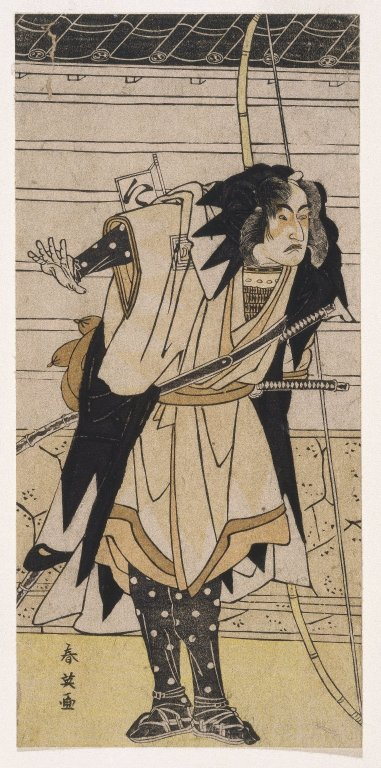
三代目市川八百蔵の竹森喜多八（武林唯七）。（勝川春英画）

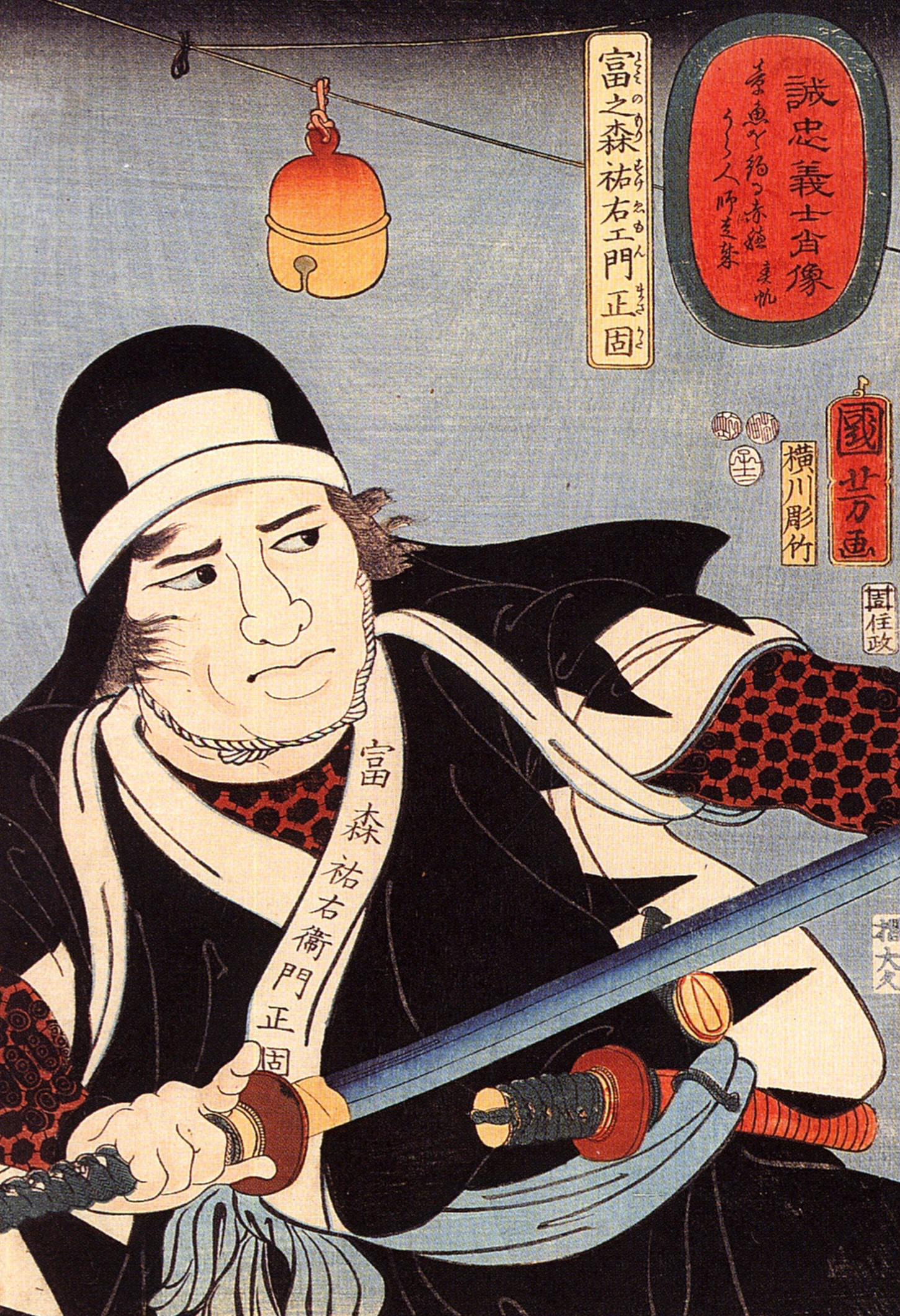
「仮名手本忠臣蔵」より富之森祐右衛門正固。（江戸後期、歌川国芳）

赤穂事件がはじめて舞台に取り上げられたのは、討ち入り決行の翌年である元禄16年の正月、江戸山村座の『傾城阿佐間曽我』（けいせいあさまそが）の五番目（大詰）である。曾我兄弟の仇討ちという建前で赤穂浪士の討入りの趣向を見せた。
討入りから4年後の宝永3年（1706年）には、この事件に題材をとった近松門左衛門作の人形浄瑠璃『碁盤太平記』が竹本座で上演されている。しかし、幕府は「前々も令せられしごとく、当世異事ある時、謡曲芝居小歌につくり、はた梓にのぼせ売りひさぐ事、弥々停禁すべし。戯場にても近き異事を擬する事なすべからず（大成令）」と禁令を出し、この事件を扱うものは現れてきていない。
そしてその集大成が45年後の寛延元年8月（1748年8月）に上演された二代目竹田出雲・三好松洛・並木千柳合作の人形浄瑠璃『仮名手本忠臣蔵』が初演され、同年12月（1749年1月）には歌舞伎として上演された。同作は多くの観客を呼び、事件を元にした作品群の代表的存在となっている。以降、浄瑠璃・歌舞伎の人気題材となり、以下の作品がある：
- 『仮名手本忠臣蔵』
- 『太平記忠臣講釈』（明和四（1799）年）- 近松半二ら6名の合作
第十段「討ち入り」が実は夢であったという落ちで終わる異色作。
- 『義臣伝読切講釈』（天明八（1788）年）- 浄瑠璃原作ではない歌舞伎オリジナル。
- 『江戸花赤穂塩竈』（寛政八（1796）年）- 『日本花赤穂塩竈』の改題。滑稽もの。
- 『忠臣蔵 田舎草紙』（享和三（1803）年）- 十返舎一九が浄瑠璃作家として書いたもの
- 『田舎忠臣蔵』（文化元（1804）年）
大星らの台詞が朴訥な農民の言葉で語られる。
- 『菊宴月白浪』（文政四（1821）年）- 鶴屋南北作。 『仮名手本忠臣蔵』のもじり（パロディ）。
近年三代目市川猿之助が百数十年ぶりに復活上演。
- 『元禄忠臣蔵』- 真山青果作。二代目市川左團次のために書き下ろされた一連の新歌舞伎の演目。
内容が史実から逸脱し、興行としては失敗作とされる。

銘々伝：
- 『清水一角』- 二代目河竹新七作
- 『松浦の太鼓』- 三代目瀬川如皐原作、勝諺蔵 作。
討ち入りを待ち望む松浦（まつうら）侯[3]と、俳句を通じて交流がある宝井其角・大高源吾などの絡み。
- 『土屋主税』- 初代中村鴈治郎のお家芸、『松浦の太鼓』とほぼ同じ設定。
- 『仮名手本硯高島』 -河竹黙阿弥作。通称『赤垣源蔵』。安政5年（1858年）5月、江戸市村座で初演。
- 『弥作の鎌腹』

外伝：
- 『東海道四谷怪談』- 鶴屋南北作。仮名手本忠臣蔵の外伝として作られており、初演時は『仮名手本忠臣蔵』と合わせて2日にわたって上演された。
- 『盟三五大切』- 鶴屋南北作。猟奇殺人鬼の源五兵衛は実は不破数右衛門その人で、最後に討ち入りの迎えが来るや即座に忠義に生きる義士にもどる。
- 『忠臣蔵後日建前』（女定九郎）- 三人の主役たちの妻たちの後日談。定九郎の妻が与市兵衛妻・勘平妻に仇討ちする。

### 落語
講談で盛んに口演されたこともあり、落語では、『仮名手本忠臣蔵』がくすぐりや落ちとして使われることもある。『仮名手本忠臣蔵』そのものを題材とする場合もある。
なお、各段に対する落語は複数存在し、赤穂市総務部市史編さん室の『忠臣蔵第四巻』には「十段目」という話が6つも載っている。また八段目と十一段目を題材とした落語は存在しないといわれている事もあるが、同書には「八段目」と「十一段目」がそれぞれ一つずつ載っており、その他に「八段目道行」、「十一段目大切かたき打」という話も載っている。
- 大序

『村芝居』 - 農村の秋祭りに地元の男たちで忠臣蔵の芝居をすることにしたが、師直の烏帽子の中に蜂の巣が入っていて…。
- 二段目

『芝居風呂』
- 三段目

『質屋芝居』
- 四段目

『蔵丁稚』 - そのまま『四段目』という演題でも演じられる。
『淀五郎』 -  判官切腹の場面が落ちとなる。
- 五段目

『中村仲蔵』- 定九郎の役を演じた役者初代中村仲蔵の話。通常落ちは無い。
『軒づけ』 - 主人公の失敗譚として噺の序盤に登場する。
- 六段目

『鹿政談』 - くすぐりが使われる。
- 七段目

『役者息子』 - そのまま『七段目』という演題でも演じられる。芝居好きの若旦那が丁稚と二階の部屋で平右衛門とおかるの件を演じ、丁稚が階段の一番上の段から落ちて「怪我はないか」「なあに、七段目」という落ちになる。これを得意とした二代目三遊亭圓歌は、出囃子も七段目幕開きの音楽だった。
- 九段目

『九段目』 - 店のものが素人芝居で九段目を上演しようとするが、加古川本蔵を演じる役者が病気で倒れてしまった。急遽代役を頼んだところ、やってきたのは田舎者の按摩、もとは萬歳の太夫という人物で……。見せ場のせりふが途中から萬歳になってしまうという落ち。
- 十段目

『天野屋利兵衛』 - いわゆる「バレ噺」。女と間違えられた天野屋利兵衛が、「天野屋利兵衛は男でござる」と言う落ち。
この他、新作落語では『仮名手本忠臣蔵』全体を題材にすることも試みられている。『吉良の忠臣蔵』（立川志らく）、『カマ手本忠臣蔵』（柳家喬太郎）、『AKO47～新説赤穂義士伝～』（月亭八方）、『殿中でござる』（春風亭小朝）などの作例がある。

### 浪曲
- 『義士伝』 桃中軒雲右衛門
- 『大和桜義士の面影』 吉田奈良丸
- 『サカナ手本忠臣蔵』 玉川太福

### 端唄・小唄
花柳界では、人気のある芝居をもとにした端唄や小唄が作られることがある。『忠臣蔵』では「笹や節」が代表である。『忠臣蔵』を元とした浪曲『義士伝』が直接の参照元といわれ、俗曲に分類される曲でありながら、浪曲的な歌い方をする個所がある。歌詞については流派により異なるが、内容としてはほぼ同じなため、以下に歌詞の一例をあげる。
笹や 笹笹 笹や笹 笹はいらぬかすす竹を 大高源吾は橋の上 あした待たるる宝船
赤の合羽に 饅頭笠 降りくる雪も いとわずに 赤垣源蔵は 千鳥足 酒にまぎらす いとま乞い
胸に血を吐く 南部坂 忠義にあつき 大石も 心を鬼に いとま乞い 寺坂来たれと 雪の中

### 英訳
- アルジャーノン・フリーマン＝ミットフォード Tales of Old Japan 収録の"The Forty-Seven rônins"(1871) 
  - アルジャーノン卿は討ち入りを「A terrible picture of fierce heroism」（激しいヒロイズムの恐ろしい絵）と表現している[4]。
- Dickins, Frederick Victor, Chiushingura - or the Loyal League, Yokohama, 1874–75.
  - 英字新聞 The FarEast に連載。
- Dickins, Chiushingura - or the Loyal League, London, 1875.
  - 上記の単行本。
- Masefield, John, The Faithful, London, 1915.
  - マンスフィールドは、刃傷の原因を色恋沙汰ではなく、吉良が藩領拡張を画策して浅野の領地を狙ったからと書き替えている。
  - 邦題『忠義』 小山内薫 訳
  - 二代目市川左團次が歌舞伎化。また新国劇版もある。
- ドナルド・キーン『Chushingura：The Treasury of Loyal Retainers, a Puppet Play』
  - キーンは、日本庭園や富士山に代表される「わび」や「奥床しさ」「水に流す潔さ」といった日本人の精神や日本文化とは逆の、「fanatic」な「bloodshed」が見られる「imaginary story」が「Puppet Play」の忠臣蔵であるとして紹介している[5]。

なお日露戦争の停戦会議（ポーツマス会議）の仲介役となった第26代米大統領セオドア・ルーズベルトは、忠臣蔵の英語訳本を愛読していたとの逸話がある。

### 主な小説作品
忠臣蔵は小説作品の題材としても多く用いられている。代表的なものは、大河ドラマ化された大佛次郎『赤穂浪士』、赤穂浪士たちを刺客として描き映画化された池宮彰一郎『四十七人の刺客』などがある。
- 『或日の大石内蔵助』 芥川龍之介著 （1921年）ISBN 4000919725
- 半七捕物帳『勘平の死』 岡本綺堂著  およびその戯曲化（「演劇・映画」1925（大正14）年12月）
- 『赤穂浪士』（初版1927年、大佛次郎著、現・新潮文庫上・下）

大河ドラマ『赤穂浪士』の原作、姉妹作に『四十八人目の男』がある
- 『四十八人目』 （森田草平著 1929年10月「改造」初出）
- 『吉良家の人々』森田草平著
- 『口笛を吹く武士』  （林不忘著 1932年3月「サンデー毎日」初出）
- 『元禄十三年』　林不忘著
- 『刃傷未遂』 林不忘著
- 『吉良上野の立場』 菊池寛著
- 『寺坂吉右衛門の逃亡』 直木三十五著
- 『新編忠臣蔵』（吉川英治著、現・講談社吉川英治歴史時代文庫全2巻）
- 『無宿人国記』（吉川英治著、1932年「中央公論　夏季増刊号」初出）
- 『べんがら炬燵』 吉川英治著
- 『日本名婦伝　小野寺十内の妻』 吉川英治著
- 『軽女』 上村松園著
- 『木龍忠臣蔵』 武者小路実篤著
- 『雪の曙義士銘々伝』 桃中軒雲右衛門著
- 『赤穂城最後の日』 木村毅著
- 『四十七士』 大町桂月著

桂月は赤穂大石神社に反対した論説で知られる。
- 『おかる勘平』 北原白秋著
- 『大石良雄』 塚原渋柿著
- 『赤裸々の大石良雄』 井上剣花坊著
- 『奇男児』 幸田露伴著
- 『大石良雄』 野上弥生子著
- 『新・忠臣蔵』（舟橋聖一著、初版1957年 - 1961年、新版・文春文庫全8巻）

大河ドラマ『元禄繚乱』の原作
- 『元禄繚乱』（中島丈博脚色・著 / 舟橋聖一原作、角川文庫上下、2001年）

- 『忍法忠臣蔵』（山田風太郎著、初版1962年、現・講談社文庫 ISBN 4062645033）

千坂兵部配下の能登忍者が主役。映画・テレビドラマ・オリジナルビデオなど複数回の映像化がされている。
- ああ吉良家の忠臣（星新一、「小説宝石」1973年4月号初出）- 『殿さまの日』などに収録。吉良家の家臣が討たれた主君の無念を晴らそうと奔走する様子を描く。
- 『元禄太平記』（南条範夫著、初版日本放送出版協会、1975年、のち角川文庫、新版・徳間文庫上下、1998年）

大河ドラマ『元禄太平記』原作
- 『元禄絵巻』（南条範夫著、新版・光文社文庫、1998年）姉妹作

- 『峠の群像』（堺屋太一著、初版日本放送出版協会、1981 - 82年、新版・文春文庫全4巻）ISBN 4-16-719307-8、4-16-719308-6、4-16-719309-4、4-16-719310-8

大河ドラマ『峠の群像』の原作
- 『つか版・忠臣蔵』（つかこうへい著、角川書店、初版1982年）
- 『不忠臣蔵』井上ひさし（集英社 1985年）

討ち入り不参加者に焦点を当てた連作。男色家や犬殺し、ペテン師などが不義士として紹介される。朗読CDも発売された。
- 『忠臣蔵傑作選 我、本懐を遂げんとす』 （縄田一男編、旺文社文庫、1986年／新版・徳間文庫、1998年）
- 『忠臣蔵』（森村誠一著、初版・朝日新聞社上下、1986年／現・徳間文庫上下）
- 『吉良忠臣蔵』同著（角川書店、1988年、のち角川文庫/集英社文庫）

姉妹作。森村には以上の二長編のほか、連作・短編の『真説忠臣蔵』がある。
- 『裏表忠臣蔵』（小林信彦著、新潮社、1988年、新版・文春文庫）
- 『元禄十五年の反逆』井沢元彦（1988年） ISBN 4106027054、文庫版（1992年） ISBN 410119212X
- 『赤穂浪士伝』（海音寺潮五郎著、中公文庫 上下 1988年、のち文春文庫上下）
- 『新忠臣蔵』（津本陽著、1991年、光文社 のち「長篇全集13」角川書店）ISBN 4045745130
- 『忠臣蔵傑作コレクション』（縄田一男編、河出書房新社全4巻、1989年）
- 『忠臣蔵傑作大全』（長谷部史親編、集英社文庫、1992年）
- 『四十七人の刺客』（池宮彰一郎著、新潮社、1992年／現・角川文庫、上巻：ISBN 4043687036 / 下巻：ISBN 4043687044）

同名映画の原作。細川家の『堀内伝右衛門覚書』は後世に捏造された偽書であるとする。
- 『四十七人目の浪士』（池宮彰一郎著、新潮社、1994年、ISBN 4103872020）
  - 『最後の忠臣蔵』（改題、角川文庫、2004年、ISBN 4043687109）
- 『その日の吉良上野介』池宮彰一郎（1996年）ISBN 4043687052）
- 『震える岩 霊験お初捕物控』（1993年9月 新人物往来社 / 1997年9月 講談社文庫 / 2014年3月 講談社文庫【新装版】）宮部みゆき
- 『異色忠臣蔵大傑作集』 （講談社、1998年／講談社文庫、2002年）
- 『上野介の忠臣蔵』清水義範（1999年、文藝春秋）

清水義久（一学）から見た赤穂事件。
- 『義にあらず 吉良上野介の妻』（鈴木由紀子、PHP研究所、1999年。幻冬舎時代小説文庫2010年） 上杉家から嫁いだ吉良義央の妻・富子を主人公とする。
- 『亡霊忠臣蔵』 高井忍 （中編集『漂流巌流島』東京創元社、2008年、ISBN 978-4-488-01732-3 に収録）

赤穂義士を英雄として祀った細川家に対して因果応報の悲劇（藩主が江戸城で吉良の二の舞になる）が襲う。仰天し板倉浪人たちの討ち入りを恐れた細川家中は手の平返し（義士を罪人扱い）をして屋敷の供養墓を破却する。
- 『吉良上野介 討たれた男の真実』　麻倉一矢

吉良を尊皇思想の象徴として描く。一方で幕府は浅野家とその遺臣に肩入れする。
- 『一月半遅れの忠臣蔵』芦辺拓（2003年4月、朝日新聞）

吉良遺臣が大石らのいる熊本藩邸に討ち入る。
- 『謎手本忠臣蔵』加藤廣（2008年）
- 『チュウは忠臣蔵のチュウ』田中啓文（2008年）

浅野長矩のせいで失業し辛酸をなめた大石良雄たちが、浅野を仇として預かり大名屋敷（徳川綱條邸）に討ち入る。
- 『四十八人目の忠臣』諸田玲子、毎日新聞社、2011年）赤穂四十七士の一人、磯貝の恋人・きよ（のちの月光院）を主人公とする。2010年から2011年5月31日まで『毎日新聞』に連載。『忠臣蔵の恋〜四十八人目の忠臣〜』と題してテレビドラマ化。
- 『白狐魔記 元禄の雪』斎藤洋（2012年）

主人公の仙狐・白狐魔丸が赤穂事件の根幹に関わっていたという設定。白狐魔丸は浅野の刃傷を阻止しようとしたが結果的に討ち入りにつながっていき、その師匠の仙人が討ち入り前に吉良を米沢に逃がしてしまい、大石らは徒死にとなる。
- 『笑う忠臣蔵』鯨統一郎 （2014年11月、光文社） ISBN 978-4-334768263
- 『身代わり忠臣蔵』土橋章宏 （2020年12月、幻冬舎）

松の廊下で斬られた吉良が帰邸後に死んでしまい、そのことを隠蔽するべく弟の東条孝証が吉良に成り代わる。
- 『四十七女とかぐや姫』雀野日名子 （2021年11月、河出書房新社『かぐや姫、物語を下記かえろ！』収録）

赤穂浪士の妻や母親たちが、男たちに代わって討ち入りを果たす。
- 義にあらず 吉良上野介の妻（鈴木由紀子） - 上杉家から嫁いだ吉良義央の妻・富子を主人公とする。
- 『地球の汚名』豊田有恒（1973年、ハヤカワ文庫）

忠臣蔵を題材としたスペースオペラ小説。惑星地球（テラ）紀元2700年、ザミーン星人の罠により、惑星テラ盟主のハサン・タクマールは星間法廷で処刑され非業の死を遂げた。惑星全土を占領された航宙士のタッカーら地球人たちは抵抗軍となり、いつの日かザミーン星人の悪事を暴き、地球の汚名を濯ぐことを誓う。

### 映画
映画の時代になると忠臣蔵も題材として使われ、最初の作品は1907年（明治40年）に製作された『忠臣蔵五段目』である。ただし、この作品は十一代目片岡仁左衛門の襲名公演の模様を収録（保存を目的として撮影）したものであり、劇映画としての最初の「忠臣蔵」作品は、1910年製作の牧野省三監督・尾上松之助主演による『実演・忠臣蔵』とされる。これ以後、多数の忠臣蔵映画が製作された。大石内蔵助を多く演じた俳優では、戦前では尾上松之助が、戦後では八代目松本幸四郎が挙げられる。
登場人物が多彩なためオールスターキャストでの演出が可能な忠臣蔵は人気ジャンルとなり、戦前から戦後にかけて本伝ものだけで80本以上の作品が製作されている。
- 実演忠臣蔵（1908年、横田商会）浅野内匠頭・大石内蔵助・清水一角…二代目尾上松之助、吉良上野介…片岡市之正
女性の役はすべて女形が演じている。
- 忠臣蔵（1913年、日活）大石内蔵助…二代目尾上松之助、吉良上野介…片岡蝶十郎
- 忠臣蔵（1914年、天活）
- 忠臣蔵（1915年、小松商会）大石内蔵助…市川團右衛門
- 実録忠臣蔵（1920年、国活）大石内蔵助…市川莚十郎
- 赤穂浪士（1921年、帝国キネマ）主役は堀田隼人。
- 実録忠臣蔵（1921年、日活、牧野省三監督）大石内蔵助…二代目尾上松之助、吉良上野介…市川壽美之丞
- 実録忠臣蔵（1922年、松竹キネマ、吉野二郎監督）大石内蔵助…澤村四郎五郎、吉良上野介…中村桂玉
- 実録忠臣蔵（1922年、牧野教育映画製作所、牧野省三監督）大石内蔵助…阪東彦蔵、吉良上野介…尾上幸十郎
- 実録忠臣蔵（1923年、帝国キネマ）大石内蔵助…嵐璃徳、吉良上野介…淺尾奥山
- 実録忠臣蔵（1925年、朝日キネマ）
- 実録忠臣蔵 天の巻・地の巻・人の巻（1927年、日活）大石内蔵助…二代目尾上松之助、吉良上野介…山本嘉一
- 忠臣蔵 前篇・後篇（1927年・1928年 帝国キネマ）大石内蔵助…尾上紋十郎、吉良上野介…片岡童十郎
- 忠魂義烈 実録忠臣蔵（1928年、マキノ映画、牧野省三監督）大石内蔵助…伊井蓉峰、吉良上野介…市川小文治
- 赤穂浪士 第一篇 堀田隼人の巻（1929年、日活）堀田隼人・大石内蔵助…大河内傳次郎、吉良上野介…嵐璃左衛門
- 元禄快挙 大忠臣蔵 天変の巻・地動の巻（1930年、日活）大石内蔵助…大河内傳次郎、吉良上野介…三桝豊
- 忠臣蔵 赤穂京の巻・江戸の巻（1932年、松竹）大石内蔵助…三代目阪東壽三郎、吉良上野介…上山草人
- 堀田隼人（1933年、日活）堀田隼人・浅野内匠頭…片岡千恵蔵、大石良雄…南光明
- 忠臣蔵 刃傷篇 復讐篇（1934年、日活京都）大石内蔵助…大河内傳次郎、吉良上野介…中村吉次
- 忠臣蔵（1937年、大都）大石内蔵助…阿部九州男、吉良上野介…松村光夫
- 元禄快挙余譚 土屋主税 落花の巻 雪解篇（1937年、松竹キネマ、犬塚稔監督）松竹下加茂…土屋主税、杉野十平次…林長二郎
- 忠臣蔵 天の巻・地の巻（1938年、日活京都）大石内蔵助…阪東妻三郎、吉良上野介…山本嘉一
- 忠臣蔵 前篇・後篇（1939年、東宝）大石内蔵助…大河内傳次郎、吉良上野介…丸山定夫
- 元禄忠臣蔵 前篇・後編（1941・1942年、松竹、溝口健二監督）大石内蔵助…四代目河原崎長十郎、吉良上野介…三桝万豊
- 赤穂城・続赤穂城（1952年、東映）大石内蔵助…片岡千恵蔵、吉良上野介…薄田研二
- 女間者秘聞 赤穂浪士（1953年、東映）大石内蔵助…片岡千恵蔵、吉良上野介…薄田研二
- 忠臣蔵 花の巻・雪の巻（1954年、松竹）大石内蔵助…八代目松本幸四郎、吉良上野介…滝沢修
占領終了により、それまでGHQによって規制されていた「忠臣蔵」のタイトルが戦後初めて使われた。八代目松本幸四郎はこの後松竹から東宝に移籍し、1962年に東宝でほぼ同じ脚本の同名の映画に主演している。
- 赤穂義士（1954年、大映）大石内蔵助…進藤英太郎、吉良上野介…瀬川路三郎
- 赤穂浪士 天の巻 地の巻（1956年、東映京都）堀田隼人…大友柳太朗、大石内蔵助…市川右太衛門、吉良上野介…月形龍之介。
- 大忠臣蔵（1957年、松竹）大石内蔵助…二代目市川猿之助、吉良上野介…石黒達也
歌舞伎の『仮名手本忠臣蔵』を下敷きに「お軽勘平」などの逸話を盛り込んだ作品。
- 赤穂義士（1957年、東映）大石内蔵助…大河内傳次郎
- 忠臣蔵（1958年、大映、渡辺邦男監督）大石内蔵助…長谷川一夫、吉良上野介…滝沢修
- 忠臣蔵 暁の陣太鼓（1958年、松竹）大石内蔵助…三代目市川壽海
- 忠臣蔵 櫻花の巻・菊花の巻（1959年、東映）大石内蔵助…片岡千恵蔵、吉良上野介…進藤英太郎
- 赤穂浪士（1961年、東映）堀田隼人…大友柳太朗、大石内蔵助…片岡千恵蔵、吉良上野介…月形龍之介
- 忠臣蔵 花の巻・雪の巻（1962年、東宝、稲垣浩監督）大石内蔵助…八代目松本幸四郎、吉良上野介…八代目市川中車
「伝説の女優」原節子（りく役）と、「日本最古の映画俳優」横山運平（平五郎の叔父役）の最後の出演作。
- 忍法忠臣蔵 (1965年、東映京都) 無明綱太郎…丹波哲郎、大石内蔵助…大木実
上杉方のくのいちを率いる忍者が主役で、内蔵助と赤穂義士は倒すべき悪役である。
- 赤穂城断絶（1978年、東映京都、深作欣二監督）大石内蔵助…萬屋錦之介、吉良上野介…金子信雄
- 四十七人の刺客（1994年、東宝、市川崑監督）大石内蔵助…高倉健、吉良上野介…西村晃
赤穂義士は英雄ではないとする池宮の持論を盛り込んだ映像化作品。
- 忠臣蔵外伝 四谷怪談（1994年、松竹、深作欣二監督）民谷伊右衛門…佐藤浩市、お岩…高岡早紀、大石内蔵助…津川雅彦、吉良上野介…田村高廣（特別出演）
古くから指摘されていた『東海道四谷怪談』との関連に光をあてた意欲作。『東海道四谷怪談』の暦応（1338年）を元禄に変えている。松竹100周年記念作品。この年は、東宝と松竹が忠臣蔵ものを競作したことも話題になった。
- 世にも奇妙な物語 映画の特別編「携帯忠臣蔵」（2000年、東宝 / フジテレビ、鈴木雅之監督）大石内蔵助…中井貴一
映画内での短編ストーリー。気弱な大石という設定。
- 最後の忠臣蔵（2010年、ワーナー・ブラザース、杉田成道監督）瀬尾孫左衛門…役所広司、寺坂吉右衛門…佐藤浩市、大石内蔵助…片岡仁左衛門、吉良上野介…福本清三
- 47RONIN（2013年、ユニバーサル・ピクチャーズ、カール・リンシュ監督）キアヌ・リーブス主演、大石内蔵助…真田広之、吉良上野介…浅野忠信、大石主税…赤西仁、柴咲コウ出演
雑誌『バラエティ』は、「興行は芳しくないものである」と評した[7]。300年後を舞台とした続編『47RONIN -ザ・ブレイド-』（2022年）も製作された。
- ラスト・ナイツ（2015年、ライオンズゲート、紀里谷和明監督）ライデン(大石内蔵助)…クライヴ・オーウェン、バルトーク卿(浅野内匠頭)…モーガン・フリーマン、ギザ・モット(吉良上野介)…アクセル・ヘニー
赤穂義士を騎士団に変えたもの。浅野長矩に黒人を起用。日本も含め海外での評判は非常によくない[8]。
- 決算!忠臣蔵（2019年、松竹、中村義洋監督）大石内蔵助…堤真一、矢頭長助…岡村隆史
- 身代わり忠臣蔵（2024年、東映、河合勇人監督）吉良上野介…ムロツヨシ、大石内蔵助…永山瑛太

### テレビドラマ
戦後も「忠臣蔵」は人気題材であり続け、テレビの時代になると多数のドラマが製作されている。芸能界でもドラマで主役の大石内蔵助を演じることは役者として最高の誉れとされている。それを逆手に取り箔をつけたい俳優が大石役を格安の出演料で出演オファーを了承しその浮いた分で脇役の俳優陣を充実させるといった駆け引きも行なわれたという。1964年にNHKで製作された大河ドラマ『赤穂浪士』は当時の大映の看板俳優・長谷川一夫を大石内蔵助役にして、平均視聴率は30％を越え、討ち入りの回の視聴率は53%という高い人気を誇った。大河ドラマではその後3度（1975年『元禄太平記』、1982年『峠の群像』、1999年『元禄繚乱』）も忠臣蔵が題材に取り上げられている。
現在に至るまで、オーソドックスな展開のものから、公儀（幕府）・他藩や女性（夫人）側からの視点、本音は討ち入りをしたくなかった大石内蔵助、SF的なものなど、様々な趣向をもった忠臣蔵ものが多数製作されている。戦後は、赤穂事件を単なる復讐ではなく、幕府への反抗として解釈するものが多い（大河ドラマ『元禄繚乱』、『大忠臣蔵』など多数）。なお、『水戸黄門』でも赤穂事件の数年前の大石内蔵助がしばしば登場し、第28部 第24話で横内正が、第39部 第5話で天宮良が、第42部 第11話と第15話で初代市川右近が大石を演じた。
- 忠臣蔵の人々（1956年、KRテレビ）大石内蔵助…三代目市川段四郎、吉良上野介…加藤精一
- 赤穂浪士（1959年、NET 大石内蔵助…柳永二郎、吉良上野介…山本礼三郎
- 赤穂浪士（1964年、NHK大河ドラマ）大石内蔵助…長谷川一夫、吉良上野介…滝沢修
- 瓦版・忠臣蔵（1964年、毎日放送）大石内蔵助…渋谷天外、吉良上野介…曾我廼家五郎八
コメディアンらによる、お笑いテイストの作品。
- あゝ忠臣蔵（1969年、関西テレビ）大石内蔵助…山村聡、吉良上野介…山形勲
- 大忠臣蔵（1971年、NET）大石内蔵助…三船敏郎、吉良上野介…八代目市川中車→市川小太夫
- 編笠十兵衛（1974年、フジテレビ）大石内蔵助…中村竹弥、吉良上野介…伊藤雄之助
- 元禄太平記（1975年、NHK大河ドラマ）大石内蔵助…江守徹、吉良上野介…小沢栄太郎
主人公は柳沢吉保（石坂浩二）。
- 赤穂浪士（1979年、テレビ朝日）大石内蔵助…萬屋錦之介、吉良上野介…小沢栄太郎
- 女たちの忠臣蔵（1979年、TBS）大石内蔵助…宇津井健
橋田壽賀子脚本のりく（池内淳子）を主人公とした女性視点のドラマ。浅野内匠頭と吉良上野介は登場しない。
- 峠の群像（1982年、NHK大河ドラマ）大石内蔵助…緒形拳、吉良上野介…伊丹十三
- つか版忠臣蔵（1982年、テレビ東京）大石内蔵助…平田満、吉良上野介…石丸謙二郎
つかこうへい原作。ライバル・近松門左衛門への対抗心に燃える宝井其角（風間杜夫）は、赤穂浪士たちを操り、自分のシナリオどおりに事件を仕立て上げたが、最後は大石良雄の恨みを買い、激怒した彼に殺されるという異色作品。
- 忠臣蔵（1985年、日本テレビ「年末時代劇スペシャル」）大石内蔵助…里見浩太朗、吉良上野介…森繁久彌
- 必殺忠臣蔵（1987年、朝日放送）大石内蔵助…山城新伍、吉良上野介…日下武史、中村主水…藤田まこと
もし元禄の時代に仕事人がいたら？…という設定。中村主水が大石内蔵助から"ある依頼"を受けることになる。
- 忠臣蔵・女たち・愛（1987年、TBS）大石内蔵助…丹波哲郎
橋田壽賀子脚本、赤穂事件に係わった女性たちを主人公とした女性視点のドラマ。浅野内匠頭と吉良上野介は登場しない。
- 忠臣蔵・いのちの刻（1988年、TBS）大石内蔵助…児玉清、吉良上野介…若山富三郎
- 大忠臣蔵（1989年、テレビ東京「新春ワイド時代劇」）大石内蔵助…九代目松本幸四郎、吉良上野介…芦田伸介
- 忠臣蔵（1990年、TBS）大石内蔵助…ビートたけし、吉良上野介…東千代之介
「小心者で臆病」で仇討ちの意志のなかった内蔵助（ビートたけし）が、周囲から討ち入りのリーダーに祭り上げられていくというストーリー。TBS創立40周年記念作。 - 第28回ギャラクシー賞・テレビ部門優秀賞受賞作品[14]
- 大石内蔵助 冬の決戦（1991年、NHK正月時代劇）大石内蔵助…平幹二朗、吉良上野介…菅原謙次、りく…大原麗子
- 忠臣蔵 風の巻・雲の巻（1991年、フジテレビ）大石内蔵助…仲代達矢、吉良上野介…大滝秀治
- 大忠臣蔵（1994年、TBS）大石内蔵助…松方弘樹、吉良上野介…西村晃
- 忠臣蔵（1996年、フジテレビ）大石内蔵助…北大路欣也、吉良上野介…平幹二朗
- 編笠十兵衛（1997年、テレビ東京）大石内蔵助…中尾彬、吉良上野介…根上淳
- 赤穂浪士（1999年、テレビ東京「新春ワイド時代劇」）大石内蔵助…松方弘樹、吉良上野介…田村高廣
- 元禄繚乱（1999年、NHK大河ドラマ）大石内蔵助…五代目中村勘九郎、吉良上野介…石坂浩二
- 忠臣蔵1/47（2001年、フジテレビ）大石内蔵助…佐藤浩市、吉良上野介…津川雅彦
堀部安兵衛（木村拓哉）を主人公に、高田馬場の決闘から吉良邸討ち入りまでを描いた作品。
- 忠臣蔵〜決断の時（2003年、テレビ東京「新春ワイド時代劇」）大石内蔵助…二代目中村吉右衛門、吉良上野介…橋爪功
- 忠臣蔵（2004年、テレビ朝日）大石内蔵助…松平健、吉良上野介…伊東四朗
- 最後の忠臣蔵（2004年、NHK）大石内蔵助…北大路欣也、吉良上野介…草薙幸二郎
討ち入り後に姿を消した寺坂吉右衛門（上川隆也）に焦点を当てたドラマ。初回に討ち入りが描かれた。
- 徳川綱吉 イヌと呼ばれた男（2004年、フジテレビ）大石内蔵助…堤真一、吉良上野介…竹中直人
徳川綱吉（草彅剛）の視点から赤穂事件を描いたドラマ。
- 忠臣蔵 瑤泉院の陰謀（2007年、テレビ東京「新春ワイド時代劇」）大石内蔵助…北大路欣也 、吉良上野介…江守徹
討ち入りの首謀者が瑤泉院（稲森いずみ）であったという解釈で描かれたドラマ。
- 忠臣蔵 音無しの剣（2008年、テレビ朝日）大石内蔵助…橋爪功、吉良上野介…鶴田忍
架空の人物・結城慶之助（田村正和）を主人公に、討ち入りを描いた作品。
- 忠臣蔵〜その男、大石内蔵助（2010年、テレビ朝日）大石内蔵助…田村正和、吉良上野介…西田敏行
- 忠臣蔵〜その義その愛〜（2012年、テレビ東京「新春ワイド時代劇」 ）大石内蔵助…舘ひろし、吉良上野介…柄本明
堀部安兵衛（内野聖陽）を主人公とし、その視点を中心に描いたドラマ。
- 忠臣蔵の恋〜四十八人目の忠臣〜[15]（2016年、NHK土曜時代劇）大石内蔵助…石丸幹二、吉良上野介…伊武雅刀
きよ（後の月光院）[16]（武井咲）を主人公に、磯貝十郎左衛門（福士誠治）と恋仲になり、討ち入りを助け、綱豊（後の徳川家宣）の手がつき、将軍家にて赤穂浅野家再興を図るまでを描いた作品。
- 古舘トーキングヒストリー 第一回「～忠臣蔵、吉良邸討ち入り完全実況～」（2016年、テレビ朝日）大石内蔵助…緒形直人、吉良上野介…西村雅彦
日本史で暗殺された人物（吉良義央、織田信長、坂本龍馬）の謎を古舘伊知郎の実況で語るもの。

### 舞台（ごく一部）
- 宝塚歌劇
  - 寳塚忠臣蔵（雪組公演、1936年3月1日 - 3月31日（宝塚大劇場））
  - 紅椿 雪に咲く -義士外伝・毛利小平太-（雪組公演、1974年11月29日 - 12月15日（宝塚大劇場））
  - 忠臣蔵〜花に散り雪に散り〜（雪組公演、1992年10月9日 - 11月24日(宝塚大劇場)、1993年3月4日 - 3月31日（東京宝塚劇場）
  - 元禄バロックロック（花組公演、2021年11月6日 - 12月13日（宝塚大劇場）、2021年1月2日 - 2月6日（東京宝塚劇場））※予定
- 『四十七分忠臣蔵』（1942年1月初演、一堺漁人（曽我廼家五郎）原作、古川ロッパ潤色・主演）『忠臣蔵』全景を四十七分で演じる[17]。
- 『ザ・カブキ』（バレエ、1986年初演、東京バレエ団、モーリス・ベジャール振付）
- 忠臣蔵（オペラ、1997年初演、三枝成彰作曲）
- 大江戸鍋祭～あんまりはしゃぎ過ぎると討たれちゃうよ～（2011年）
- 声優朗読会『忠臣蔵   吉良上野介義央公物語～運命を背負った男～』（2022年）吉良上野介（神谷明）を主人公にした、討ち入りされる側の視点で描かれている。

### 漫画
- 「吉良供養」杉浦日向子 『ゑひもせす』収録
- 『忠臣蔵』小島剛夕
貸本漫画の『長編大ロマンシリーズ』を双葉社『別冊まんがアクション』が再掲載（昭和45年8月〜）した「剛夕忠臣蔵」をまとめたもの（参考：http://oboro516.blog88.fc2.com/blog-entry-106.html)。1998年に講談社から文庫版出版。
- 『仁義なき忠臣蔵』みなもと太郎
1999年に新人物往来社から『風雲児たち』外伝として発表。2003年にイースト・プレスから新版された『冗談新選組』に収録。
- 『忠臣蔵』土山しげる 全5巻（2006年 - 2008年）
- 『霊験お初捕物控』坂口よしを プリンセス・コミックス・デラックス全4巻（原作：宮部みゆき『震える岩 霊験お初捕物控』）

### CM
- サントリーボス　宇宙人ジョーンズ「忠臣蔵」編（2018年）
宇宙人ジョーンズが吉良邸の奉公人となり、同じ奉公人のタカアンドトシとともに討ち入りの混乱に巻き込まれる様子を描いたもの。吉良上野介をタモリ、大石内蔵助を野村萬斎が演じている。

### ボードゲーム
- 討入忠臣蔵 〜元禄太平記〜（ウォーゲーム日本史）

### コンピュータゲーム
- 真説 忠臣蔵 刺客たちの七〇七日（KSS、1995年）
PC-9801向けのシミュレーションゲーム。
- 忠臣蔵 検証・赤穂事件（東映ビデオ、1998年）
PlayStation向けのアドベンチャーゲーム。さいとう・たかをがキャラクターデザインを手がけている。
- ChuSingura46+1 -忠臣蔵46+1-（inre、2013年）
Windows向けのアダルトゲーム。大石内蔵助をはじめ多くの人物が女性化されている。

### 歌謡曲・演歌等
- 三波春夫の曲
  - 元禄男の友情 立花左近 作詞：北村桃児、作曲：佐藤川太
  - 元禄名槍譜 俵星玄蕃 作詞：北村桃児、作曲：長津義司
  - あゝ忠臣蔵
  - 組曲アルバム「大忠臣蔵」
    - 「忠臣蔵序曲」、「長編歌謡浪曲 あゝ松の廊下」、「花恨田村邸」、「早篭は行く」、「長編歌謡浪曲 赤穂城の内蔵之助」、「赤穂城明け渡し」、「大手門下馬先」、「山科へ」、「長編歌謡浪曲 赤穂の妻」、「地唄 里げしき」、「ころは元禄十五年」、「浪曲 神崎東下り」、「長編歌謡浪曲 立花左近」、「浪曲 南部坂雪の別れ」、「長編歌謡浪曲 赤垣源蔵」、「元禄無情」、「長編歌謡浪曲 その夜の上杉綱憲」、「長編歌謡浪曲 俵星玄蕃」、「講談 義士討入り」、「長編歌謡浪曲 決斗高田の馬場」、「大忠臣蔵を結ぶ詞」
- 鏡五郎の曲
  - 赤垣源蔵・徳利の別れ 作詞：木下龍太郎、作曲：保田幸司郎
  - 浅野内匠頭 作詞：木下龍太郎、作曲：山崎剛昭
  - 天野屋利兵衛 作詞：木下龍太郎、作曲：保田幸司郎
  - 大石内蔵助 作詞：木下龍太郎、作曲：宮下健治
  - 忠臣蔵・片岡源五右衛門 木下龍太郎、作曲：弦哲也
  - 忠臣蔵・堀部安兵衛 作詞：木下龍太郎、作曲：弦哲也
- 島津亜矢の曲
  - 大忠臣蔵 作詞：松井由利夫、作曲：村沢良介
  - 元禄男の友情 立花左近 作詞：北村桃児、作曲：佐藤川太
  - 元禄花の兄弟 赤垣源蔵 作詞：北村桃児、作曲：春川一夫
  - 元禄名槍譜 俵星玄蕃 作詞：北村桃児、作曲：長津義司
- 二葉百合子の曲
  - 赤穂浪士  作詞：嶋淳平、作曲：山中博 　
  - 残桜抄 作詞：荒木とよひさ、作曲：弦哲也
- その他
  - 刃傷松の廊下 歌：真山一郎、作詞：藤間哲郎、作曲：櫻田誠一
  - 俵星玄蕃 歌：三山ひろし、作詞：北村桃児、作曲：長津義司
  - 忠臣蔵小唄　歌：三浦時子、作詞：水田茂、作曲：酒井協 - 1936年の『寳塚忠臣蔵』の主題歌。
  - 堀部安兵衛の妻 歌：小桜舞子、作詞：木下龍太郎、作曲：岡千秋
  - 山科の別れ ―大石りく― 歌：米倉ますみ、作詞：木下龍太郎、作曲：伊藤雪彦
  - おんなの忠臣蔵　歌：瀬川瑛子、作詞：吉岡治、作曲：船村徹
  - 義 歌：坂井寿太郎、作詞：中谷純平、作曲：山路進一
  - 恋の絵図面取り 歌：小桜舞子、作詞：木下龍太郎、作曲：岡 千秋
  - ザ・忠臣蔵 '80 歌：ピンク・レディー、作詞：伊藤アキラ、作曲：川口真
  - 大嘘忠臣蔵 歌：山本正之、作詞：山本正之、作曲：山本正之
  - 大忠臣蔵 歌：グループ“麦”、作詞：田肥茂雄、補作：服部宏之、作曲：町治己 - 1971年
  - 討ちたいんだ 歌：AKR四十七フィーチャリング吉良、作詞：安部裕之、作曲：奥村愛子 - 2012年。『戦国鍋TV』の挿入歌。
  - ゲンロク・アコージケン 歌：AKR四十七フィーチャリング吉良、作詞：安部裕之 作曲：奥村愛子 - 2013年。

### パロディ作品
- 珍説忠臣蔵（1953年、新東宝） 監督：斎藤寅次郎 大石内蔵助…古川緑波、吉良上野介…伴淳三郎
- サラリーマン忠臣蔵・続サラリーマン忠臣蔵（1960年&1961年、東宝） 監督：杉江敏男 大石良雄…森繁久彌、吉良剛之介…東野英治郎
忠臣蔵の物語を現代のサラリーマン社会に置き換えた作品。
- サラリーマン忠臣蔵（1962年、関西テレビ）大石良雄…曽我廼家明蝶、吉良剛之助…内田朝雄
上記のテレビドラマ作品。
- 長脇差（ながどす）忠臣蔵（1962年、大映）
大前田英五郎を詐称する渡世人一家が浜松城に殴り込む。
- ギャング忠臣蔵（1963年、東映）大石良雄…片岡千恵蔵、吉良高之介…安部徹
忠臣蔵の物語を、現代のヤクザ世界に置き換えた作品。
- わんわん忠臣蔵（1963年、東映動画）ロック（大石内蔵助）の声…堀絢子、キラー（吉良上野介）の声…西村晃
手塚治虫原案を大幅に改変しており、「めちゃくちゃに作りかえられた」と批判されている[18]。
- 怪獣総進撃（1968年、東宝）
企画段階では『怪獣忠臣蔵』という題名であり、敵の宇宙人名（キラアク星人）は吉良上野介からとられていた[19]。
- 地球の汚名（1973年、豊田有恒著、スペースオペラ小説）
- おしゃれ大作戦（1976年、東宝） 監督：古澤憲吾 大石由里子：由美かおる、吉良豪蔵：藤村有弘
ドレスメーキング学校を舞台にした作品。トイレが近い萱野三子など四十七士が全て女性になっている。脚本段階では「大喜劇 ウーマンリブ」であり、左翼色（団結した生徒が出資者に対抗する）が強い[20]。
- ヤッターマン 第104話「イヤ王だコロン」（1978年12月30日、フジテレビ・タツノコプロ）
ヤッターマンとドロンボーが繰り出した、ボタモチメカとアワモチメカのゾロメカ同士の対決でネタになっている。「アズキタクミノカミ」の敵を討つために、47人のボタモチメカを引き連れて起った「オオハギクラノスケ」。討ち入りが始まり、敵の「キナコウズケノスケ」はドロンボーメカの中のおだてブタのいる所に隠れてしまう。キナを追って来た主君思いのクラノスケに感心したドロンジョがしきりに褒めたため、おだてブタが反応してキナと一緒に出てきてしまい、メカともども討ち取られてしまう。
- 大嘘忠臣蔵（作詞・作曲・歌：山本正之）
忠臣蔵の物語をモチーフにしたコミックソング
- ドリフ大爆笑（1979年、フジテレビ・イザワオフィス） 「松の廊下」コント
加藤茶扮する浅野内匠頭が勅使の接待について教えを乞うために、志村けん扮する吉良上野介を何度も呼び止めてはその袴の裾を引っ張り派手に転ばせる。そのやり取りの中で、志村が1979年当時まだ未婚だった加藤の身の上を貶したことで、「体的欠陥はよい…いかりや長介もまだよい…高木ブーよりまだ劣るだと !? 」と怒った加藤が刀を抜くが、これに志村が「皆の者出合え！殿中でござる！」と叫ぶものの誰も気に留めず無視され、斬られた後「歴史が変わってしまったわ…」と言い残して死んでしまう。
この他にも、浅野の切腹や吉良邸討ち入りを題材にした多数のコントが制作されている[21]。
- ルパン三世 第2シリーズ 第113話「作戦名は忠臣蔵」（1979年、日本テレビ）
いつまでもルパンを逮捕できないことを大臣に責められた浅野警視総監が、逆上して大臣を殴打したため、罷免される。浅野の仇を討つため、銭形警部は改めてルパン逮捕に執念を燃やし、全国の優秀な警察官に招集をかける。しかし、集まってきたのはいずれも一筋縄ではいかない面々ばかりであった。
- 新春スターかくし芸大会 「フランス語劇・忠臣蔵」（1980年1月1日、フジテレビ） 大石：五木ひろし、吉良：郷ひろみ、浅野：小松政夫、語り：フランソワーズ・モレシャン
- ドラえもん
  - 「チューシン倉でかたきうち」『小学六年生』1980年3月号に掲載。
  - アニメ（第2作1期） 「チューシン倉でかたきうち」（1980年6月23日、テレビ朝日）、同作のリメイク版「チューシン倉」（1997年2月7日、テレビ朝日）としてアニメ化されている。

チューシン倉は小さな土蔵の形をしたひみつ道具で、復讐したい相手の名前を紙に書いて中に入れると赤い紙切れが出てきて、その紙切れを誰かに渡すと、渡された者は操られるように動き出して復讐を果たしてくれるという物。
- タイムパトロール隊オタスケマン第49話「アターシャたち全員クビ！」（1981年1月3日、フジテレビ、タツノコプロ）
オジャママンにトンマノマントから「忠臣蔵の討ち入りを止めさせろ」という指令が下り、オジャママンは吉良邸の門に電気を仕掛けるなど、様々な妨害を施したが、オタスケマンに阻止され、討ち入りは無事行われた。
- オレたちひょうきん族
  - タケちゃんマンPART-8「ゴックン忠臣蔵の巻」（1981年12月12日）

ブラックデビルは既に登場していたが、この回では出番なし。
  - タケちゃんマンPART-51「みんなブラックデビルのせいなのよの巻」（1982年12月18日）

舞台は忠臣蔵設定だが、対決シーンでは、「江上タケのお料理教室」という忠臣蔵とは無関係になっていた。
  - 最終回・さよならひょうきんスペシャル「タケちゃんマン忠臣蔵」（1989年10月14日）大石内蔵助・浅野内匠頭…ビートたけし、吉良上野介・戸田の局…明石家さんま、岡野金右衛門・清水一角…島田紳助、赤垣源蔵…片岡鶴太郎、堀部安兵衛…渡辺正行、不破数右衛門…西川のりお、早水藤左衛門…ぼんちおさむ、大石主税…松尾伴内、遙泉院…山田邦子…など

忠臣蔵の物語を、なんですかマン・パーデンネン・知っとるケ・アミダババァ・ブラックデビルなど、ひょうきん族の名キャラクター総出演で行ったオール新作長編コント。ラストはタケちゃんマン化した大石と、アミダババァ化して反撃・逃走を図るも捕まりブラックデビル化した吉良の仕切りによる番組出演者総出の裏話トークで締められた。
- ベルリン忠臣蔵（Der Sommer des Samurai）（1985年のドイツ映画、ハンス＝クリストフ・ブルーメンバーグ監督作品）
ハンブルク（邦題とは異なり舞台は全編ハンブルクである）で実業家の連続殺人が起き、現場に四十七士の名が残される。殺された実業家たちは以前日本から日本刀を盗んで来た過去があり、大石内蔵助を名乗る謎のドイツ人が彼らに制裁を与えていた。
- 新春仕事人スペシャル 必殺忠臣蔵（1987年1月2日、テレビ朝日系列）
1986年11月より放映の『必殺仕事人V・旋風編』の新春特別番組として制作され、仕事人たちが赤穂事件の裏で活躍したという設定である。四十七士が討った吉良が実は影武者だったことが判明し、大石内蔵助は自らの切腹の前に今度こそ本物の吉良を討つべく、最後の望みとして中村主水に仕事を依頼する。
- おそ松くん
  - 「江戸工城の忠臣蔵だ」1965年に発刊された『週刊少年サンデー』に掲載された。「おそ松くん全集」第18巻「江戸工城の忠臣蔵だ」（1976年）[22]（旧版では「江戸城の忠臣蔵だ」（1969年）[23]）に収載。
殿に気に入られている家臣・松造（六つ子の父）を妬んだ仲間のイヤミの陰謀で、松造は家臣を罷免、怒った六つ子はデカパンとハタ坊と共にイヤミ邸に討ち入りを敢行、イヤミは「オフトン・マーチン」という布団で逃げ出すが墜落し、その結果松造は城に復帰、イヤミは殿の息子のお守り役に降格となる。
  - アニメ（第2作）第39話「討ち入りには、ご用心ザンス!」（1988年12月10日、フジテレビ）
浅野ハタ坊頭（のかみ）は自分がつけていた旗が取れたことで暴走し、松之大廊下で吉良イヤミ野介に襲い掛かり切腹となった。その無念を晴らすべく、ハタ坊頭の家臣であった大石チビ太助（のすけ）率いる阿呆四十七士が吉良邸へ押し込む。イヤミ野介は女装して逃亡を図ろうとしたが、最後はコテンパンにされた上磔に処される。
- プロ野球珍プレー好プレー大賞（1989年、フジテレビ）
1989年に放映された『プロ野球珍プレー好プレー大賞』のOPアニメとして制作され、桑田の死球に激昂した清原がバット投げをしたという設定。西武四十七士が桑田に仇討ちに挑むも、当時近鉄のブライアントの大砲で一網打尽にされ失敗に終わった。
- 吉本新喜劇オールスター忠臣蔵 （1991年 NHKBS1）浅野…チャーリー浜、大石…桂三枝（現・六代目桂文枝）、吉良…西川きよし
忠臣蔵の物語を、吉本新喜劇のオールスターキャスト&吉本興業所属お笑いタレント総出演でなんばグランド花月から10時間、生中継で放送した。
- 旭日の艦隊（1992年、架空戦記小説）
主要登場人物の名前に浪士および浪士側の人名が使用されている。
- 勢ぞろい!!おかま忠臣蔵（1991年、オリジナルビデオ）
忠臣蔵の物語を、現代の水商売世界に置き換えた作品。
- おぼっちゃまくん 第126話「やめ天下！忠臣蔵なんていけま先祖」（1991年、テレビ朝日）
元禄時代の御坊家当主御坊内匠亀（おぼうたくみのかめ）（顔は亀光似）が、江戸城内松乃廊下において袋小路上野介（ふくろこうじこうずけのすけ）とぶつかった際にそれぞれ持っていたミカンを落とし、上野介が自分のミカンと内匠亀が持っていたミカンを取り違えてしまった事で内匠亀が怒り、上野介と喧嘩になる。そして内匠亀は先に手を出したとして切腹になり、嫡男の茶魔助（ちゃまのすけ）（顔は茶魔似）が仲間と共に仇討ちをする。しかし全ては自分のために息子が仇討ちを果たしてくれるかどうかで愛を確かめる内匠亀の計略だった。
- 笑ゥせぇるすまん年忘れ特大号 第3話「オールド・シネマ・パラダイス」（1993年、TBS）
このエピソードの終盤で喪黒福造の「ドーン!!!!」によって時代劇映画の中の世界に入り込んだ客が、忠臣蔵の吉良邸討ち入りの場面で斬られ役をやっていた。
- なにわ忠臣蔵（1997年、松竹）大石…岩城滉一、吉良…長門裕之
忠臣蔵の物語を、現代のヤクザ世界に置き換えた作品。
- OL忠臣蔵（1997年、松竹・松竹富士）
忠臣蔵の物語を現代のサラリーマン社会に置き換えた作品。
- 300回だゾ!クレヨンしんちゃんスペシャル 「クレヨン大忠臣蔵 桜の巻・雪の巻」（1998年12月25日、テレビ朝日）
吉良上野介ぶりぶりざえもんのせいで松之大廊下でぞうさん丸出しされ切腹させられた風間内匠頭トオルの無念を晴らそうと、家臣だった大石しんのすけ率いる春我部浪士が、山鹿流陣太鼓を太鼓とリコーダーとトライアングルで「アルプス一万尺」を演奏しながら、吉良邸に押し入り、ぶりぶりざえもんの家来だったアクション仮面とカンタムロボも寝返って討ち入りを行う。
また、「好き勝手に面白く」ということで、舞台が江戸時代ながらも、テレビや新聞が存在し、しんのすけがぶりぶりざえもんを討ち取る際に火炎放射器やパンツァーファウストを使用する等、現代的な文化を併せ持つ。
- はねるのトびら 「忠臣蔵 吉良邸討ち入りの夜」（2003年12月8日、フジテレビ）
大石内蔵助（ロバート・山本博）率いる赤穂浪士が吉良邸へ討ち入りを行い、吉良の寝室に忍び込む。そこへ、当時放送していたキャラクター・スリーパンティーズが現れ、大石にパンティーを被る事を薦めると、大石は惹かれていってパンティーを被ってしまう。最後は吉良上野介（インパルス・板倉俊之）も加わり、大石側近の浪士（キングコング・西野亮廣）を除く全員でパンティー祭りを繰り広げた。
- 獣拳戦隊ゲキレンジャー 修行その33「フレフレガッチリ!カンフー忠臣蔵」（2007年、テレビ朝日）吉良上野介…石井愃一
初の女性大石内蔵助が登場（正確には、ゲキレンジャーが赤穂浪士より先に吉良邸に討ち入りするという（真の目的は、吉良に取り憑いた怪人を倒すことである）ストーリーなので、登場こそしなかったが、本物の大石内蔵助も別に存在する）。
- ゲゲゲの鬼太郎 (テレビアニメ第5シリーズ)（2007年、フジテレビ）
鬼太郎の仲間となり日本を守るために戦う「妖怪四十七士」が集められる[24]（ただし、全員揃う前に放送終了している）。
- ブラック・ブレット（2011年、ライトノベル（電撃文庫））
忠臣蔵の物語を魔法少女に置き換えた「天誅ガールズ」が存在し大石内蔵助良子が復讐を誓い全国の四十七士（魔法少女）を集めて吉良に討ち入りをするという設定の架空のアニメ。ヒロインである藍原延珠はこのアニメのファン。なお、2014年にアニメ化したため天誅ガールズの主題歌「ミライ＊ガール」が実際にCDリリースされている[25]。
- 家電侍スペシャル ストップ!忠臣蔵（2023年、BS松竹東急 ）大石内蔵助…尾上菊之助、吉良上野介…岩松了
- 江戸からきたキラくん（2024年、東海テレビ）吉良上野介…ウド鈴木/佐野岳

## 評論
- 『元禄快挙録』（福本日南、岩波文庫上中下）明治に書かれた史伝
- 『鳶魚江戸文庫3 横から見た赤穂義士』（新版　1996年、三田村鳶魚著 / 朝倉治彦編、中公文庫）
- 『鳶魚江戸文庫27 元禄快挙別録』（新版　1998年、三田村鳶魚著 / 朝倉治彦編）－副題：吉良の側から見た赤穂事件について
- 『赤穂義士』（1955年、海音寺潮五郎、鱒書房、新版・文春文庫、講談社文庫）、史伝
- 『忠臣蔵』（1957年、戸板康二著、創元選書・東京創元社）
- 『忠臣蔵　その成立と展開』（1964年、松島栄一著、岩波新書）
- 『映画忠臣蔵』（1966年、御園京平著、私家版）
- 『忠臣蔵　もう一つの歴史感覚』（1981年、渡辺保著、白水社のち中公文庫）
- 『忠臣蔵と四谷怪談』（1983年、鶴見俊輔・安田武著、朝日選書）
- 『忠臣蔵とは何か』（1984年、丸谷才一著、ISBN 4-06-200825-4）
- 『忠臣蔵 元禄十五年の反逆』（1992年、井沢元彦著、ISBN 4-10-119212-X）
- 『忠臣蔵 赤穂事件・史実の肉声』（1994年、野口武彦著、ちくま新書／2007年、ちくま学芸文庫）
- 『江戸の夢―忠臣蔵と武玉川』（1997年、森田誠吾著、新潮社）
- 『近代日本と「忠臣蔵」幻想』（2001年、宮澤誠一著、青木書店）
- 『“男らしさ”という病? - ポップ・カルチャーの新・男性学』（2005年、熊田一雄著、風媒社）
- 『「忠臣蔵事件」の真相』（2003年、佐藤孔亮著、平凡社新書）
- 『真髄 三波忠臣蔵』（三波春夫）
- 『徹底検証「忠臣蔵」の謎』（1998年、尾崎秀樹編、講談社文庫）